# ショッピングセンター

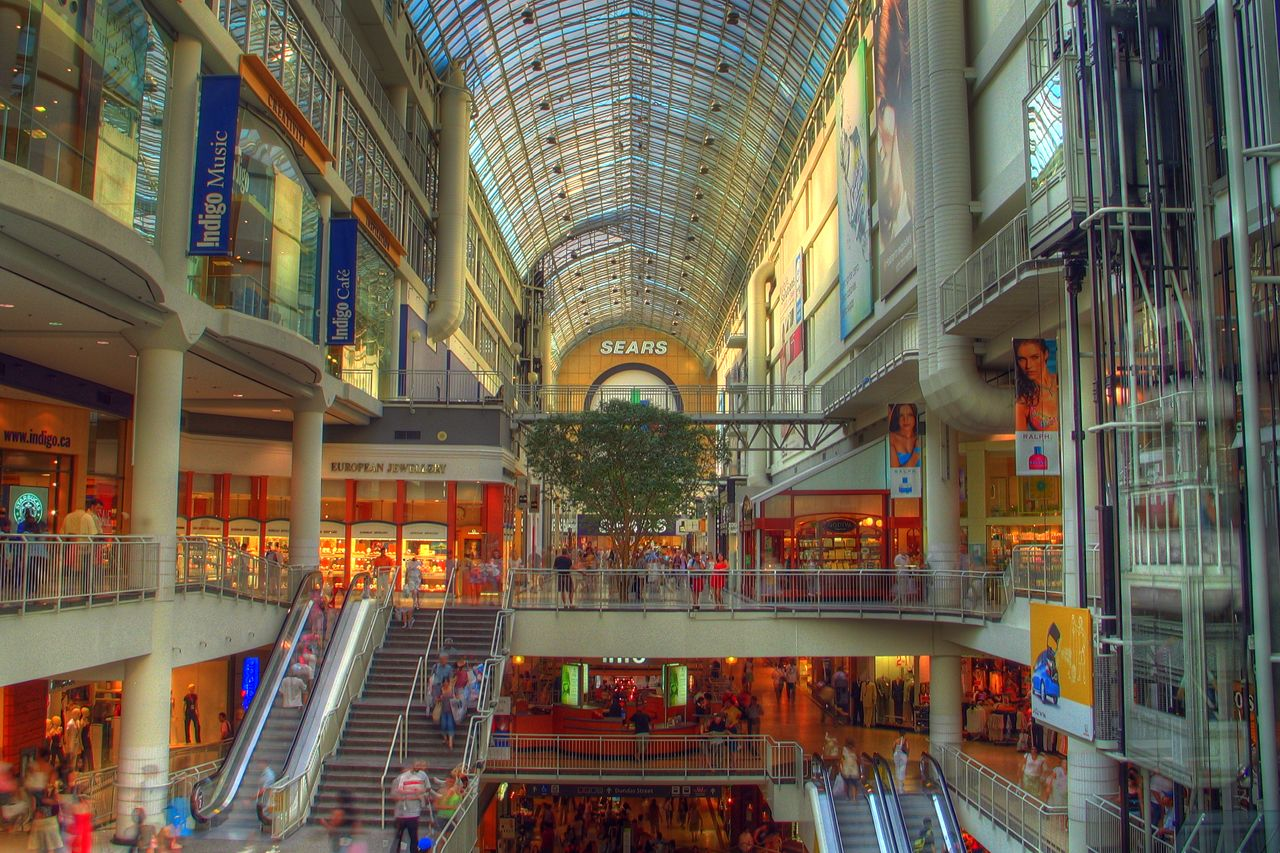
トロント・イートン・センター

ショッピングセンター（英: shopping center）は、複数の小売店舗や飲食店、美容院、旅行代理店などサービス業の店舗も入居する商業施設である。略称は「SC」。
特に大規模なものはショッピングモール（英: shopping mall）とも呼ばれる。
単独出店と比べ、顧客吸引力が強くでき、駐車場や荷捌き施設などが共用できる。また、開発業者が建物を所有する形態であると小売業者の初期投資が軽減できる。

## 定義
日本ショッピングセンター協会は、ショッピングセンターを下記の通り定義している。
| ショッピングセンターとは、一つの単位として計画、開発、所有、管理運営される商業・サービス施設の集合体 で、駐車場を備えるものをいう。その立地、規模、構成に応じて、選択の多様性、利便性、快適性、娯楽性等を提供するなど、生活者ニーズに応えるコミュニティ施設として都市機能の一翼を担うものである。 SCは、ディベロッパーにより計画、開発されるものであり、次の条件を備えることを必要とする。 - 小売業の店舗面積は、1,500m2以上であること。 - キーテナントを除くテナントが10店舗以上含まれていること。 - キーテナントがある場合、その面積がショッピングセンター面積の80%程度を超えないこと。但し、その他テナントのうち小売業の店舗面積が1,500m2以上である場合には、この限りではない。 - テナント会（商店会）等があり、広告宣伝、共同催事等の共同活動を行っていること。 |

2016年末現在で、日本では3211箇所、店舗面積は5172万4612m2、テナント数は15万9066店に及ぶ。
上記の定義にあてはめると、帝国ホテルアーケードや成田国際空港などもショッピングセンターのひとつとして数えられる。
なお、繊研新聞社はショッピングセンターを「施設（ディベロッパー）が施設内に店を構える企業（テナント）から家賃を受け取って管理・運営する『不動産賃貸業』」と定義し、百貨店や量販店などの（自らが販売を行う）小売業とは異なるとしている。

## 歴史

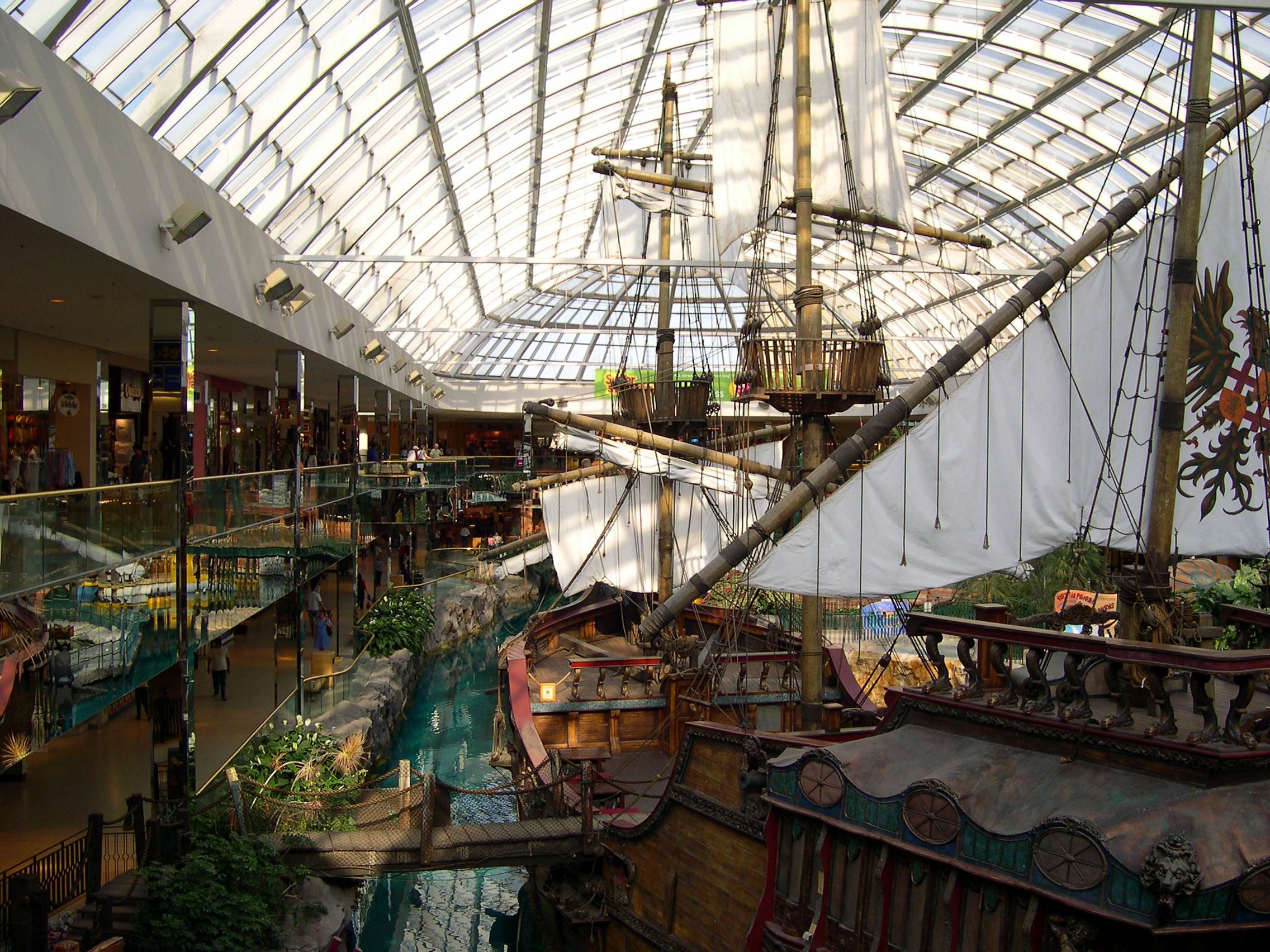
ウェスト・エドモントン・モール

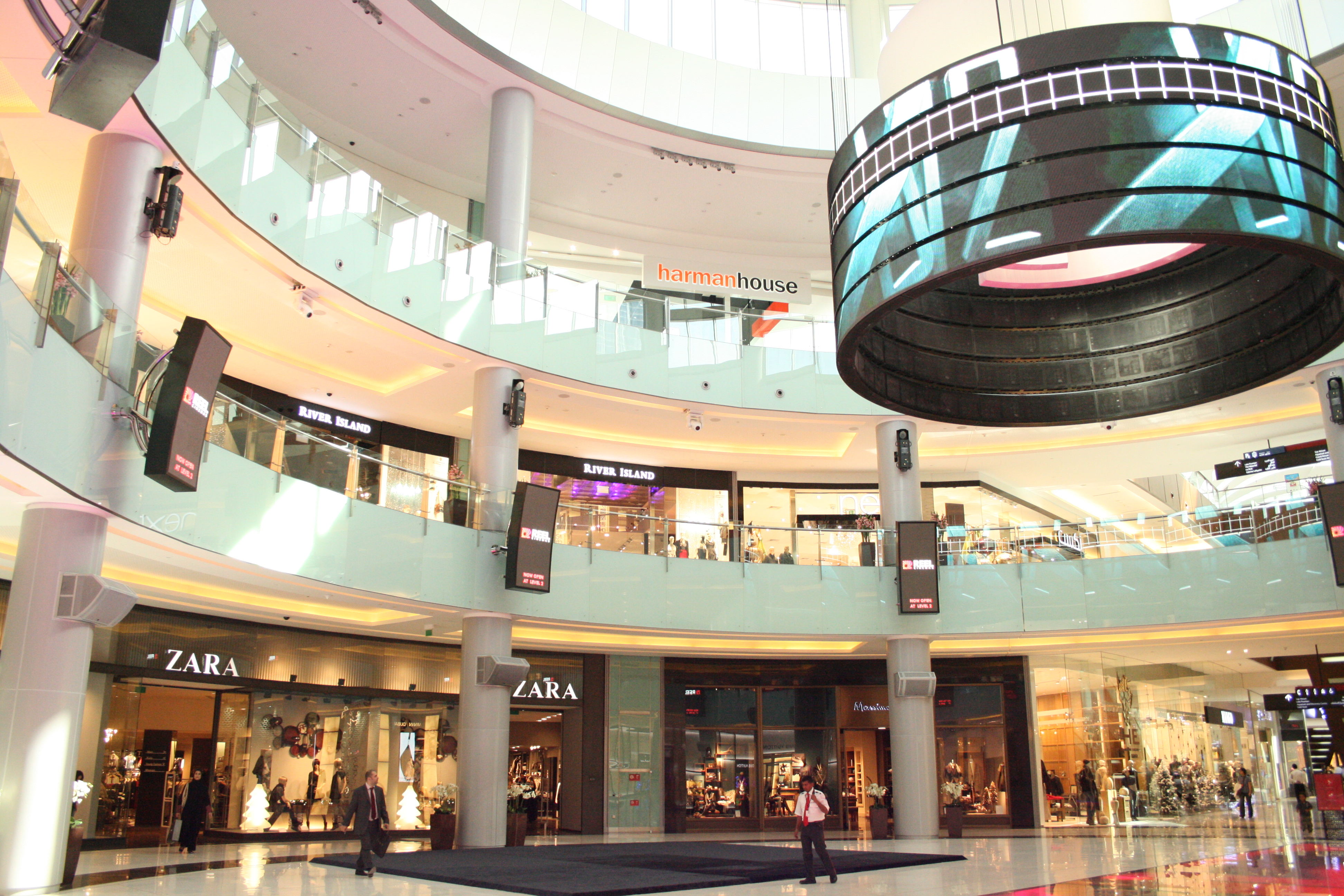
世界最大規模のショッピングモール「ドバイ・モール」

### 起源
2世紀のローマに建設された「トラヤヌスの市場」が人類史上初のショッピングセンターとされる。

### 原型
近代的なショッピングセンターとしては、1922年にアメリカ合衆国のカンザスシティで始まった、不動産業者・J.C.Nicolsによる「カントリー・クラブ・プラザ」が最初のものといわれている。その後の1950年前後からは車社会化と郊外住宅の発展を背景として、1948年にはオハイオ州コロンバスの不動産業者・Doncasterが開いた「タウン・アンド・カントリー・ショッピング・センター」、ワシントン州のシアトルでJ.B.Douglasが開いた「ノースゲート・ショッピング・センター」が今日のショッピングセンターの原型となった。

### 発展〜現在
その後、1956年にDayton Hudsonがアメリカのミネアポリス郊外に、最初の完全な共同店舗型のモール（下記参照）として「サウスデール・センター」を開いた。これは一個の街と呼べる巨大なもので、駐車場が広い上、ミネソタ州の厳しい冬でも快適に多数の店を回る買い物ができるため、ミネアポリス都市圏のみならず複数の州から買い物やイベントを楽しむ客が集まった。
1981年にカナダのアルバータ州エドモントンに開業した「ウェスト・エドモントン・モール」は、1998年に第4期工事が完成した段階で総床面積49万3000m2、店舗数800超でホテル、遊園地、水族館等を備え、年間2000万人の入場者を数える大規模なもので、世界最大のショッピングセンターとして『ギネスブック』に記載された。2004年以降「金源時代ショッピングセンター」や「華南MALL」、「SMモール・オブ・アジア」など、中国や東南アジア各地に更に大規模なショッピングモールが建設されている。
2008年10月31日、ドバイに世界最大規模のショッピングモール「ドバイ・モール」が正式開業。総面積約111万5000m2、屋内フロア約55万m2、小売店舗数約1200、屋内水族館やスケートリンク、映画館等を備える。

### 日本での歴史

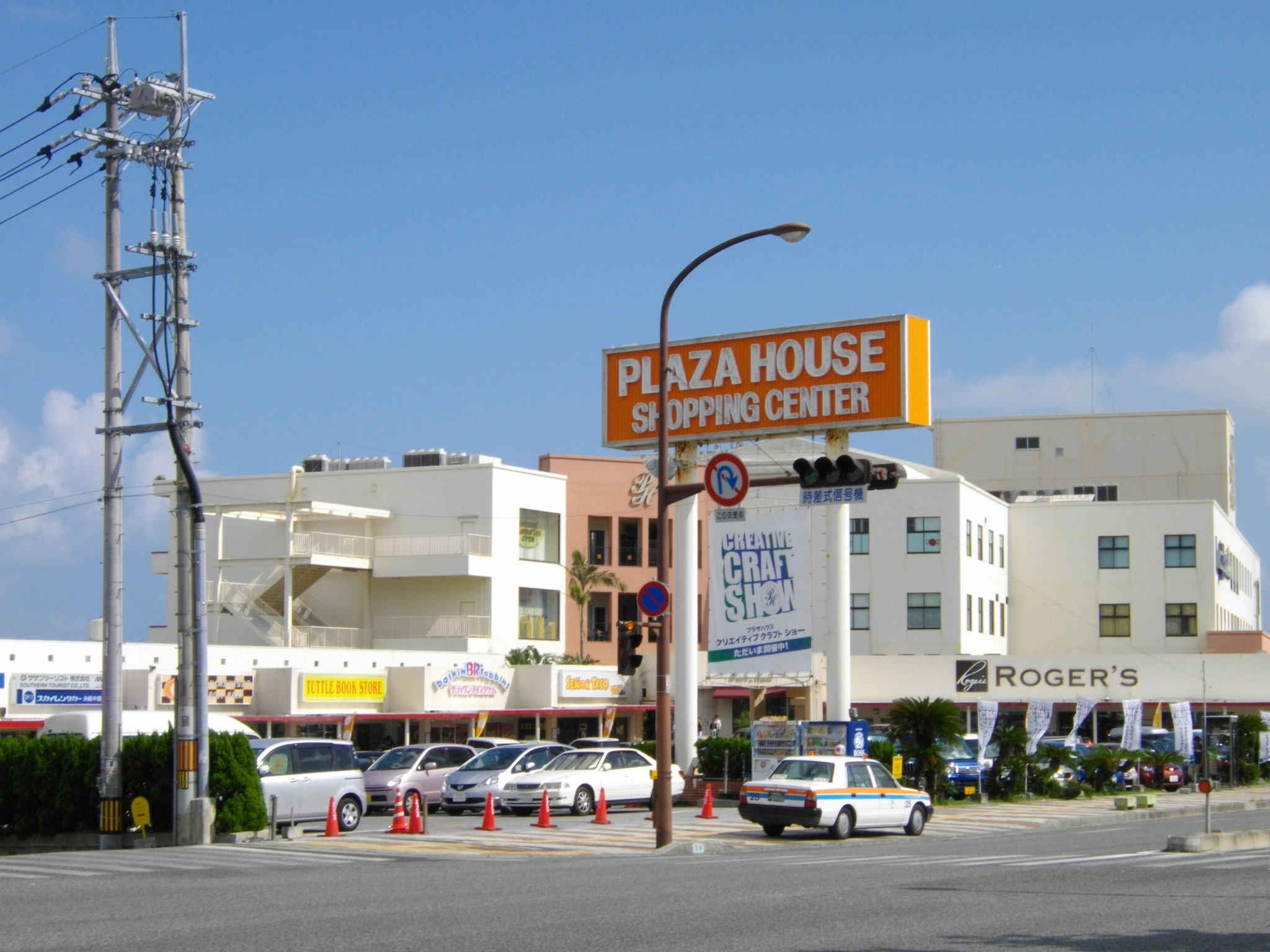
プラザハウスショッピングセンター

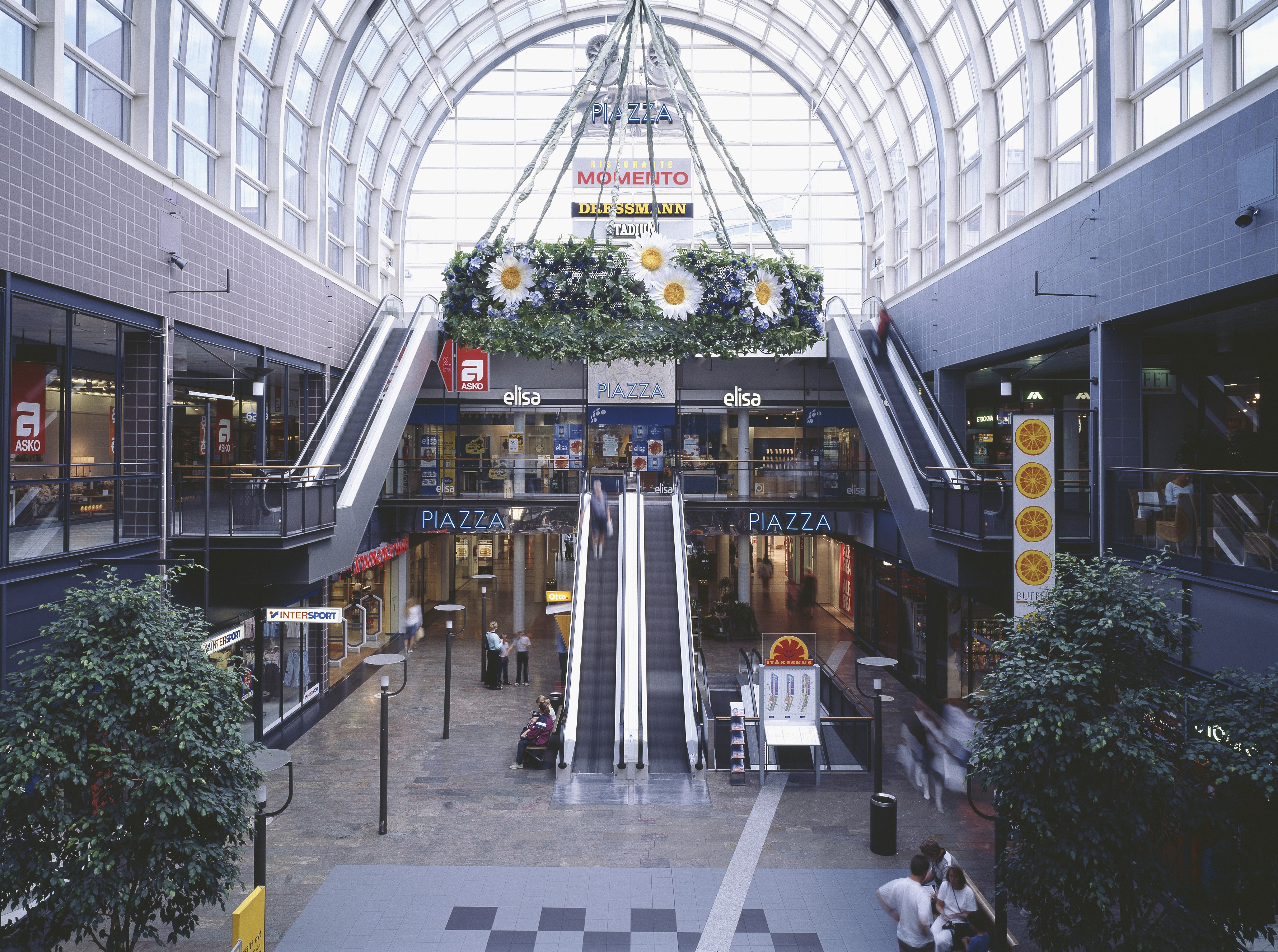
フィンランド、ヘルシンキのイタケスクスにあるショッピングセンター

1954年（昭和29年）にアメリカ合衆国統治下の沖縄において「プラザハウスショッピングセンター」がオープンしている。
1964年（昭和39年）にダイエーが、大型商業施設の実験的な意味で、大阪府豊中市にオープンした「ダイエー庄内店」（現・グルメシティ庄内店）が、実質的には日本初のショッピングセンターである。1968年（昭和43年）にはダイエー香里店（2005年閉店）がオープン。日本初の本格的な郊外型ショッピングセンターが誕生した。これ以降、車社会化に対応したショッピングセンターが増加していった。
1980年代以降、日本においても車社会化がさらに進行。郊外や農村部の幹線道路沿いでは、農地転用や産業構造の変化に伴い閉鎖された大規模工場跡地で、広大な敷地と駐車場を確保した大型ショッピングセンターの出店が盛んになった。特に日米構造協議や規制緩和を経て、大規模小売店舗法（大店法）が廃止され、大規模小売店舗立地法（大店立地法）が制定された2000年（平成12年）以降、数と規模は大きく増えた。
中でもモール型ショッピングセンターは、1つの建物に数多くの専門店やアミューズメント店やシネマコンプレックスを揃えた大規模なもので、1日中滞在できる「時間消費型」の施設として、この時代の大型ショッピングセンターの代名詞ともなった。
しかしながら、大型商業施設が商店街や近隣自治体に悪影響を与えるとして、2006年（平成18年）にまちづくり3法が改正され、店舗面積1万平方メートルを超える郊外型施設について、建設の抑制がかけられた。
商店街から買い物客を吸引したショッピングセンターでも、施設間相互やインターネット通販との競合、老朽化や陳腐化などによって売上高の低迷する例は珍しくない。このため閉鎖されたり、運営企業や買収した他社による改装などを経て、再開されたりする例もある。

## 種類
店舗面積などの規模によって「リージョナル型ショッピングセンター」、「コミュニティ型ショッピングセンター」、「ネイバーフッド型ショッピングセンター」の3種類に分類される。

### リージョナル型ショッピングセンター
略称は「RSC」。店舗面積4万m2以上、半径8 - 25km程度の広域を基本商圏とする大型ショッピングセンター（大型SC、ショッピングモール）。総合スーパー（GMS）や百貨店などを核店舗にした「1核1モール型」や、それらの核店舗に映画館や家電量販店など、集客性の高い大型専門店を加えて副核店舗へ集約し、相互の中間にモールを設置する「2核1モール型」を形成している施設などがある。専門分野の有名専門店、飲食店、サービス店、アミューズメント店など多種にわたる店舗が並び、その施設だけで1日買い物を楽しむ事を目的とした時間消費型の施設である。
また、埼玉県越谷市のイオンレイクタウンなど、リージョナル型よりさらに広範囲を商圏とする超大型SCの「スーパー・リージョナル型SC」は店舗面積10万m2以上で基本商圏も8kmから40km程度まで設定している施設も存在する。

### コミュニティ型ショッピングセンター
略称は「CSC」。店舗面積1万 - 3万5000m2程度、半径5 - 10km程度の地域を基本商圏とし、総合スーパー（GMS）やディスカウントストアなどに専門店が出店する中規模のショッピングセンター。日本では大店法廃止以前の総合スーパーといえばこの形態が多く、専門店は最寄品やサービス店などが中心である。近年ではこういった旧来型の店舗にモールの増築を行いリージョナル型に拡張された施設もある。
近年、アメリカでは郊外の富裕層が多い地域にリージョナル型SCから厳選した専門店を集めたコミュニティ型SCサイズの「ライフスタイルセンター」が新しいジャンルを形成しているが、日本では成功例が少なく一部の事業者によって行われているのみである。
日本においては、リージョナル型SCが飽和状態にあり、また2006年のまちづくり三法改正によって建設が難しくなったこともあり、商圏が狭くても高密度の人口が確保出来る都市圏においてリージョナル型SCのようなモール型を採用する新しいタイプのコミュニティ型SCが増加している。

### ネイバーフッド型ショッピングセンター
略称は「NSC」。店舗面積3000 - 1万5000m2程度、半径5km程度の近隣地域を基本商圏とした小商圏型のショッピングセンターとしては比較的小規模な施設。食品スーパーやホームセンターなどを核店舗に比較的実用的な商品を扱う専門店で構成され身近な買い回りを得意としている。日々の買い物に使われるため、商圏人口は少ないが来店頻度は高いのが特徴である。

## 建物

### エンクローズドモール
施設自体が大きな1つの建物となっており、通路が建物内にあるタイプのショッピングセンター。気候や天気に左右されないのが特徴で、大型のリージョナル型ショッピングセンターや、中型のコミュニティ型ショッピングセンターでよく見られる形態である。
モール（通路）の中央を吹き抜けとして圧迫感を減らし、見通しを良くすることで回遊性を上げるガレリア式モールを採用したものに「モール型ショッピングセンター」（モール型SC）と名付けるデベロッパーもある。これによって日本で「ショッピングモール」という言葉が流行ることになった。欠点としては建設コストが高いため出店リスクが高いことにある。

### オープンモール
店舗を結ぶ通路が屋外にあるタイプのショッピングセンター。店舗ごとに建物が独立しているタイプではそれぞれの店舗の入口の前に駐車場が広がっており、駐車場から目的の店が近いため歩行距離が短くて済むメリットがある。複層階のタイプでは、店舗を結ぶ通路を屋外のペデストリアンデッキによって結ぶことで、買い回り性を上げているものもある。全体的に簡易な施設とすることで建設コストを抑制出来るため、中小事業者でも進出しやすいメリットがあり、ネイバーフッド型ショッピングセンターでよく見られる。

## 立地

### 都市型
中心市街地など人口密集地に立地するタイプのショッピングセンター。日本では2000年（平成12年）に廃止された大規模小売店舗法によって、大型店の出店が厳しく制限されていたため、大型店は中心市街地への出店が中心であった。中心市街地では自動車でのアクセスが悪い場所が多いため、鉄道や路線バスなど、既存の公共交通機関利用での来客をメインに置いた施設が中心である。
土地の制約からコミュニティ型SCが中心だが、再開発された街や、市街地にあった大規模工場跡地などに建てられたリージョナル型SCも存在する。近年では、地方の市街地を中心に市街地のコミュニティ型SCを閉店して、郊外に新たに開設したリージョナル型SCに置き換えるケースも出てきている。

### 郊外型
中心市街地から離れた郊外に立地するタイプのショッピングセンター。地価が高く土地交渉に時間の掛かる中心市街地への出店に比べて、郊外では割安で広大な土地が確保可能ということもあり、2000年（平成12年）の大規模小売店舗立地法成立以降に急激に増加した。
自動車での来客がメインで、広大な駐車場のスペースを確保する必要があるリージョナル型SCや、周辺の郊外住宅地を商圏とするネイバーフッド型SCで見られる形態である。特にリージョナル型SCの場合、広範囲の人口密集地からのアクセスのしやすさが重要になる。鉄道駅から離れた施設の場合は、自動車以外でのアクセス手段として、最寄り駅や人口密集地から路線バスや無料送迎バス（買い物バス）を運行していることもある。鉄道駅から極端にアクセスの悪い場合もあり、路線バスがない場合は自転車や徒歩でのアクセスとなる。
なお、2006年（平成18年）に施行された「まちづくり3法」改正後は、郊外への大型商業施設の出店が原則禁止されたため大規模な郊外型の建設が多少難しくなった。

## 問題点

### アメリカ
2000年代以降はネット通販業者の台頭によりトイザらスやシアーズなど小売り大手の経営破綻が相次ぎ、郊外ではデッドモールと呼ばれる廃墟化したショッピングモールが増加している。またショッピングモールは2022年までに1/4が消滅すると予想されており、自治体への影響が懸念されている。

### 日本の場合
戦後しばらくは、中心市街地であってもSCを含む大型店が開業を計画すること自体に既存商店街からの反対もあったが、実際には大型店に出入りする買い物客による回遊効果も大きく、共存関係が定着した。
大店法廃止によって、ショッピングセンターが中心市街地から広大な土地を求めて郊外へ進出するようになると、地元商店街や地元中小スーパーの来客数が減少し、閉店が相次いだ。その結果、市街地のドーナツ化現象や、マイカーを所有していないか運転できない層が食料品・日用品と言った生活必需品の買い物にすら困るという「買い物弱者」問題が深刻化した。
京都大学教授の藤井聡は、生鮮食料品を全国チェーンの郊外大型ショッピングセンターで買った場合、国内他地方や外国産が多いため出費の8～9割が域外に流出するうえに鉄道・路線バスの衰退につながるのに対して、地元商店街では買い物金額5～6割が地元で還流されると分析。全国チェーンの郊外型SCは地方経済を疲弊させると指摘している。

### 南アフリカの場合
南アフリカ共和国では1990年代以降、違法移民が都市部に流入して治安が悪化。高い塀をめぐらし武装警備員を配置するなど、極端に安全を重視したショッピングセンターが発展した。しかし2000年代にはいると、徐々にショッピングセンター内でも銃撃や襲撃事件が発生し、治安の悪化が伝えられるようになった。